# Jan-Pieter De Nayer
Jan-Pieter De Nayer (Halle, 12 januari 1875 - Mechelen, 15 februari 1942) was een Belgisch katholiek priester en directeur van de Technische Scholen van Mechelen van 1920 tot zijn overlijden.
Priester Jan-Pieter De Nayer werd in augustus 1920 door kardinaal Mercier aangesteld als schoolhoofd van de nieuw benoemde Technische Scholen Mechelen, een school gegroeid uit de in 1903 geopende Sint-Lambertusvakschool, met een opleiding voor meubelmakers en schrijnwerkers, door fusies met andere scholen waaronder twee avondscholen in handels- en nijverheidsonderricht. 
Onder zijn leiding kwam de school tot grote bloei, en werd ook de schoolinfrastructuur grondig vernieuwd en uitgebouwd in de Mechelse binnenstad rond het Jef Denynplein en de Nieuwe Beggaardenstraat door verwerving van gronden en gebouwen van het voormalige Juvenaat Sint-Jan-Berchmans, de voormalige brouwerij Adriaenssens-Andries en het naastgelegen herenhuis Wittmann.
De Nayer was zoon van een bouwondernemer.  Volgens zijn opvolger als directeur, Vermandere (directeur 1942-1974) tekende De Nayer zelf het ontwerp van een aantal schoolgebouwen die in de jaren 1930 werden opgericht op de schoolsite.
In 1922 opende hij met de zegen van kardinaal Mercier en gesteund door professor De Fays de toenmalige Bijzondere School voor Technisch Ingenieurs, later gekend als het Instituut De Nayer. In 1982 verhuisde de Koninklijke Industriële Hogeschool De Nayer naar een nieuwe campus in Sint-Katelijne-Waver, en ging in 1995 op in de Hogeschool voor Wetenschap & Kunst.  Thans is de Campus De Nayer Sint-Katelijne-Waver een universiteits- en hogeschoolcampus waar zowel onderzoek als onderwijs van KU Leuven en de Hogeschool Thomas More plaatsgrijpen.
De Nayer werd geridderd als ridder in de Leopoldsorde en officier in de Kroonorde.
Jan-Pieter De Nayer overleed in zijn directieverblijf op de school op zevenenzestigjarige leeftijd tijdens de Tweede Wereldoorlog te Mechelen. De rouwdienst werd gecelebreerd in de Sint-Romboutskathedraal. Zijn graf ligt op de begraafplaats van Pasbrug, tot 1977 deel van Sint-Katelijne-Waver, nadien van Mechelen.